# Карен Мовсисян
Карен Мовсисян е арменски шахматист, гросмайстор. Шампион е на Армения през 1981 г. с Владимир Шабоян.

## Турнирни резултати
- 2001 – La Pobla de Lillet (1 м.)[1]
- 2005 – Мондариз (1 м. на „4th Hotel Cemar Intl“)[2]
- 2006 – Мондариз (1–2 м. на „12th Aceimar Gema Open“)[3]
- 2008 – Салоу (2 м.);[4] La Pobla de Lillet (2-3 м. зад Азер Мирзоев)[5]; Империя (1 м.)[6]; Копенхаген (2–5 м. на „Copenhagen Chess Ghallenge 2008“)[7]